# 樂善堂王仲銘中學

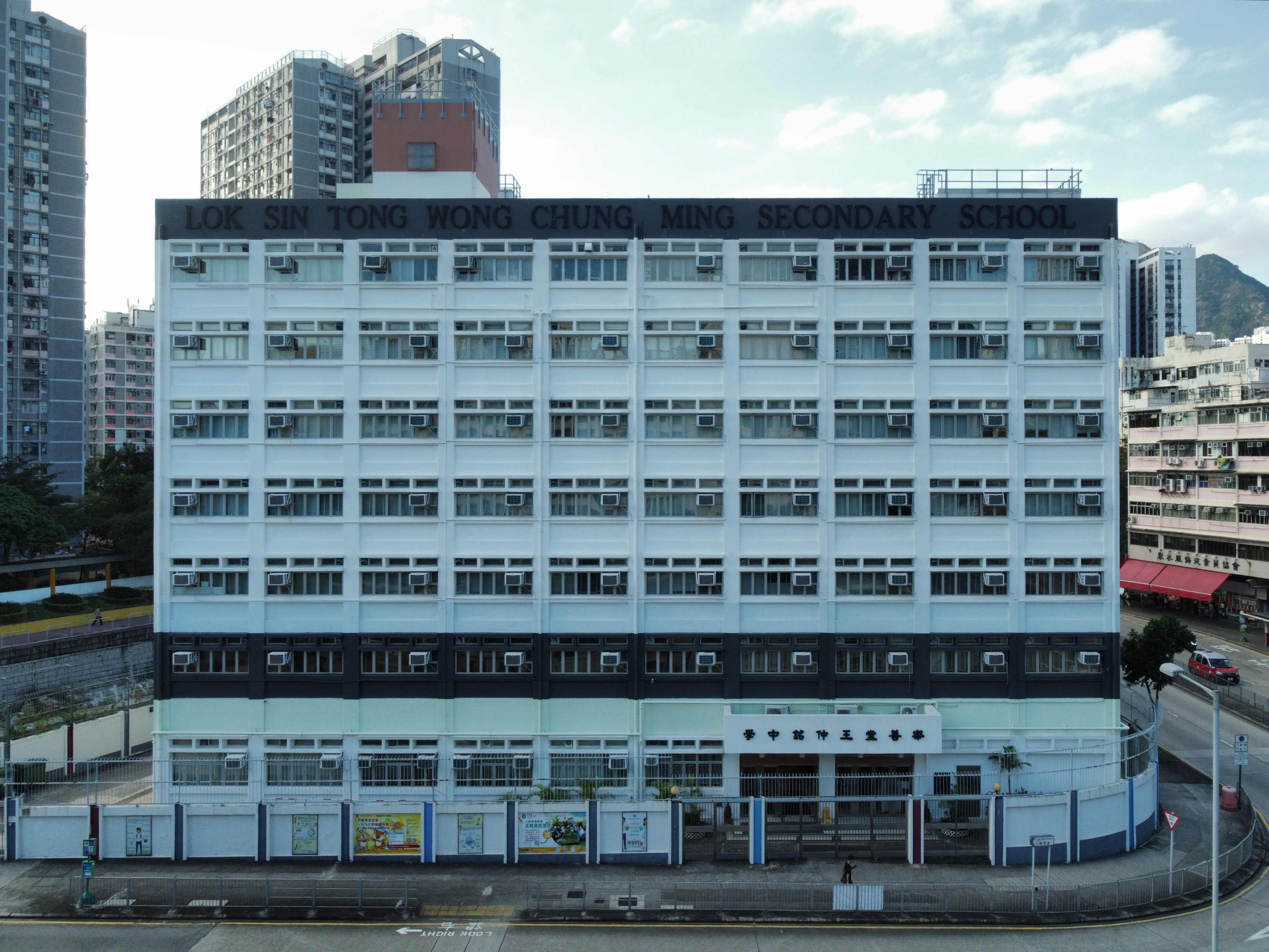
校舍正前方

樂善堂王仲銘中學（英語：Lok Sin Tong Wong Chung Ming Secondary School，簡稱王中）是一所位於香港黃大仙區的津貼男女中學，其前身為1949年創立之樂善堂中學，1982年遷入現址及冠名。

## 歷史
此校原名為「樂善堂中學」，於1949年與「樂善堂義學」一同創立，位於九龍城龍崗道63號。早年，兩校共用同一校舍，並需以半日制輪流上課，當中此校為下午校。
因舊校舍本身已不敷應用，故曾於1960年代加建一層，使此校得以改為全日制。
自1970年起，此校曾一度加設夜中學部，但因中學教育日漸普遍而停辦。
然而，加建後的舊校舍空間仍然不足，九龍樂善堂遂於1974年起申請興建新校舍，其後申請獲批，並於1982年遷至現址的新建校舍。由於同珍醬油負責人王仲銘率先捐贈150萬元遷建費用，此校相應易名為「樂善堂王仲銘中學」；而小學部則繼續留守原址，直至2019年停辦為止。
1983年3月25日，現存校舍正式揭幕，由時任署理教育署長梁文建主禮。
該校近年銳意發展創新課程，包括初中人文科技課程、高中博雅課程、航空學、自主學社等。為配合課程，學校亦發展了不同的學習空間，例如超過8000尺的低碳生活平台、造物研習所、生活空間、航空學習中心等。全校課室也改裝了成為可提供 Blended Learning 的學習場地，包括86寸電子屏幕、LED燈板、紅外線音響系統等。全校學生均以 iPad 作為電子學習工具，配合課室實體教學，提供全面網上學習平台。
自上任謝國駿校長離職，相關創新課程已相繼停止發展。

## 校訓
樂善堂王仲銘中學以九龍樂善堂屬校通用之「仁、愛、勤、誠」的價值作為辦學基礎。該校校訓簡釋爲：
- 仁以待人： 在心靈間播種關懷
- 愛以勵己： 在生活裡開拓夢想
- 勤於學習： 在人生中追求卓越
- 誠於處事： 在群體中自我完善

## 校歌
使用九龍樂善堂屬校通用的校歌，由曾創作先總統蔣公紀念歌的著名作曲家黃友棣作曲，並由樂善堂1952年度主席顧超文作詞。

### 歌詞
九龍樂善堂王仲銘中學校歌 （黃友棣曲、顧超文詞）

樂善仁翁創我校，莘莘學子沐春風。

校舍敞明環境美，讀書之樂在其中。

家國事，責任重，年雖少，志氣雄。

萬丈高樓平地起，求學做人一樣同。

前進！前進！向前進！誓作民族先鋒。

## 歷屆行政人員

### 校監
- 楊仲明 先生
- 李耀波 先生
- 鄺命光 先生[9]
- 蘇潤生 先生[10]
- 陳全亦 先生
- 彭瀚天 先生
- 李會桃 先生
- 顧思聰 先生
- 王仲銘 先生（冠名人；2010年逝世）[11]
- 余鑑明 先生[12]
- 王賜豪 先生
- 施家殷 先生，MH
- 莫文韜 先生
- 彭志宏 先生，MH（現任校監）

### 校長（日校）
- 駱存斌 先生（1949年-？，創校校長；後改任樂善堂小學校長）[13]
- 李慶榮 先生[2]（？年-1963年[14]，由柏雨中學轉職；任內病逝）
- 陳夢周 先生[15]（1963年-1972年）
- 黃福鈴 先生（1972年[16]-約1980年代中）
- 李鑽儀 女士[17]（約1980年代中-2000年）
- 何世敏 博士（2000年-2017年）[18]
- 謝國駿 先生（2017年-2022年，前香港兆基創意書院校長[19]）
- 徐思明 女士（2022年履新，現任校長）

### 校長（夜校）
- 李卓藩 先生[4]

## 班級結構
- 初中（中一至中三）：每級4班。
- 高中（中四及中六）：每級4班。

## 開設科目

### 中一至中二級
- 以中文為教學語言科目： 中國語文、普通話、數學、科學、綜合人文、中國歷史、人文科技課程（電腦、設計與科技、視覺藝術）、音樂、體育、幸福人生規劃。
- 以英文為教學語言科目： 英國語文。

### 中三級
- 以中文為教學語言科目： 中國語文、數學、物理、化學、生物、歷史、地理、中國歷史、人文科技課程、音樂、視覺藝術、戲劇、體育、幸福人生規劃。
- 以英文為教學語言科目： 英國語文。

### 中四至中六級
- 以中文為教學語言科目： 中國語文、數學、公民及社會發展、通識教育、物理、生物、經濟、地理、歷史、中國歷史、旅遊與款待、資訊及通訊科技、企業會計與財務概論、視覺藝術、設計與應用科技、航空學、體育、自主學社。
- 以英文為教學語言科目： 英國語文、化學。

## 著名/傑出校友
- 戴耀明：香港男演員

## 外部連結
- 九龍樂善堂 （页面存档备份，存于）
- 樂善堂王仲銘中學 （页面存档备份，存于）